# Rhomborhina yunnana
Rhomborhina yunnana är en skalbaggsart som beskrevs av Moser 1907. Rhomborhina yunnana ingår i släktet Rhomborhina och familjen Cetoniidae. Inga underarter finns listade i Catalogue of Life.